# The Best "Red"
The Best “Red” (stylizováno jako THE BEST “Red”) je jedno ze dvou kompilačních alb japonské pěvecké skupiny Kalafina. Bylo vydáno 16. července 2014 spolu s druhým kompilačním albem The Best “Blue”. K dispozici bylo ve dvou edicích; limitovaná edice obsahovala CD, Blu-ray s videozáznamem 5. výročního koncertu z ledna 2013 a 60stránkovou brožurku, zatímco standardní edice obsahovala pouze CD.

## Seznam skladeb
Hudbu složil(i) Juki Kadžiura. 
| Disk 1 (CD)    | Disk 1 (CD)                                                                                               | Disk 1 (CD) |
| Pořadí         | Název | Délka       |
| -------------- | --- | ----------- |
| 1.             | prelude                                                                                                   | 1:35        |
| 2.             | misterioso                                                                                                | 4:00        |
| 3.             | Hikari no senricu (光の旋律) (Úvodní znělka anime Sora no oto)                                            | 6:12        |
| 4.             | Lacrimosa (Úvodní znělka anime Kurošicudži)                                                               | 4:13        |
| 5.             | ARIA (Závěrečná znělka 4. filmu Kara no kjókai)                                                           | 5:23        |
| 6.             | Kagajaku sora no šidžima ni wa (輝く空の静寂には) (Závěrečná znělka anime Kurošicudži)                    | 4:12        |
| 7.             | moonfesta                                                                                                 | 4:27        |
| 8.             | Hikari furu (ひかりふる) (Závěrečná znělka filmu Gekidžóban mahó šódžo Madoka Magika: Eien no monogatari) | 4:53        |
| 9.             | oblivious (Závěrečná znělka 1. filmu Kara no kjókai)                                                      | 4:22        |
| 10.            | Ongaku (音楽)                                                                                             | 5:38        |
| 11.            | consolation                                                                                               | 5:10        |
| 12.            | Mune no jukue (胸の行方)                                                                                  | 6:17        |
| 13.            | Jume no daiči (夢の大地)                                                                                  | 4:01        |
| 14.            | Eden | 5:40        |
| 15.            | Alleluia                                                                                                  | 5:06        |
| Celková délka: | Celková délka:                                                                                            | 71:09       |

| Disk 2 (Blu-ray, pouze limitovaná edice – záznam 5. výročního koncertu z ledna 2013) | Disk 2 (Blu-ray, pouze limitovaná edice – záznam 5. výročního koncertu z ledna 2013) | Disk 2 (Blu-ray, pouze limitovaná edice – záznam 5. výročního koncertu z ledna 2013) |
| Pořadí                                                                               | Název                                                                                | Délka                                                                                |
| ------------------------------------------------------------------------------------ | ------------------------------------------------------------------------------------ | ------------------------------------------------------------------------------------ |
| 1.                                                                                   | oblivious                                                                            |                                                                                      |
| 2.                                                                                   | ARIA                                                                                 |                                                                                      |
| 3.                                                                                   | Manten (満天)                                                                        |                                                                                      |
| 4.                                                                                   | to the beginning                                                                     |                                                                                      |
| 5.                                                                                   | Hikari furu (ひかりふる)                                                             |                                                                                      |
| 6.                                                                                   | Mirai (未来)                                                                         |                                                                                      |
| Celková délka:                                                                       | Celková délka:                                                                       | 32:14                                                                                |

## Hudební žebříčky
| Žebříček                    | Nejvyšší umístění | Prodeje | Týdnů v žebříčku |
| --------------------------- | ----------------- | ------- | ---------------- |
| Týdenní žebříček alb Oricon | 4                 | 44,082  | 29               |